# مركز الطبيعة
مركز الطبيعة (أو مركز الطبيعة ) عبارة عن منظمة بها مركز زوار أو مركز تفسيري مصمم لتثقيف الناس حول الطبيعة والبيئة. عادةً ما تقع المراكز الطبيعية داخل مساحة مفتوحة محمية ، وغالبًا ما يكون لها مسارات عبر ممتلكاتها. يقع بعضها داخل منتزه الولاية أو المدينة ، وبعضها يحتوي على حدائق خاصة أو مشتل . يمكن وصف خصائصها بأنها محميات طبيعية ومحميات للحياة البرية. تعرض مراكز الطبيعة عمومًا حيوانات حية صغيرة ، مثل الزواحف أو القوارض أو الحشرات أو الأسماك . غالبًا ما تكون هناك معروضات في المتاحف وعروض عن التاريخ الطبيعي ، أو حيوانات محمولة على الخيالة أو صور ديوراما طبيعية. يعمل في مراكز الطبيعة علماء طبيعة مأجورون أو متطوعون ويقدم معظمهم برامج تعليمية لعامة الناس ، بالإضافة إلى المعسكرات الصيفية وبرامج مجموعات ما بعد المدرسة والمدرسة. تعلم هذه البرامج التعليمية الناس حول الحفاظ على الطبيعة وكذلك المنهج العلمي وعلم الأحياء والبيئة . 
تسمح بعض مراكز الطبيعة بالدخول مجانًا ولكنها تجمع التبرعات الطوعية للمساعدة في تعويض النفقات. عادة ما يعتمدون على الدعم من المتطوعين المتفانين.
تختلف مراكز التثقيف البيئي عن مراكز الطبيعة في أن معارض المتاحف والبرامج التعليمية متوفرة في الغالب عن طريق التعيين ، على الرغم من أنه قد يُسمح للزوار العرضيين بالسير على أراضيهم.
تختلف مراكز التثقيف البيئي عن مراكز الطبيعة في أن معارض المتاحف والبرامج التعليمية متوفرة في الغالب عن طريق التعيين ، على الرغم من أنه قد يُسمح للزوار العرضيين بالسير على أراضيهم.
تحتوي بعض المتنزهات في المدن والولاية والمتنزهات الوطنية على مرافق مشابهة لمراكز الطبيعة ، مثل معارض المتاحف والديوراما والمسارات ، وبعضها يقدم برامج تعليمية عن طبيعة المنتزهات ، وعادة ما يقدمها حارس المنتزه .